# Cârcea
Cârcea – wieś w Rumunii, w okręgu Dolj, w gminie Cârcea. W 2011 roku liczyła 3424 mieszkańców.